# Котелянский, Лев Осипович
Лев О́сипович Котеля́нский (Арий Иосифович; 1852—1879) — русский писатель и публицист.

## Биография
Родился в 1852 году в Кременце в семье Иосифа-Арона (Осипа) Абрамовича Котелянского (1832—?), впоследствии потомственного почётного гражданина, автора работы «Перевозочное дело в г. Одессе» (Одесса, 1879); мать — Хава Зейдовна Котелянская (1832 — не ранее 1861). Уже его дед Абрам (Аврум) Иосиф-Аронович Котелянский (1809—?) был купцом первой гильдии. 5 марта 1860 года семья была перечислена в каменец-подольские купцы первой гильдии». 
Детские годы провёл в Каменце-Подольском. В 1868—1871 годах учился в Каменец-Подольской мужской гимназии, которую окончил с золотой медалью.
В 1871 году поступил на юридический факультет Императорского Санкт-Петербургского университета, но окончил его только в 1878 году, так как, увлекаясь стремлением молодёжи того времени просвещать народ, работая непосредственно в его среде, на некоторое время покидал университет.
С ноября 1878 года Котелянский руководил внутренним отделом газеты Д. К. Гирса «Русская Правда», где, в частности, опубликовал статью «К вопросу о поземельной общине у малороссов» (1879), а также ряд передовых статей. Приостановка газеты на четыре месяца в феврале 1879 года по распоряжению цензурного комитета подорвала материальное положение Котелянского. В апреле того же года он умер от брюшного тифа.
Ранняя смерть не дала оправдаться ожиданиям, которые на него возлагали. Он напечатал только «Чиншевики (Очерки южно-русского сельского быта)» («Отечественные записки», 1878, № 12) и «Очерки подворной России» (там же, 1879) и некоторые другие статьи.

## Семья
Младший брат — Борис Иосифович Котелянский (1860—1892), врач (акушер и гинеколог), секретарь Уральского медицинского общества, корреспондент газеты «Екатеринбургская неделя»; прототип врача Б. И. Левензона в повести Д. Н. Мамина-Сибиряка «Жид».